# Bahnstrecke Leicester–Ticonderoga
| Gesellschaft: | zuletzt Rutland      |                                                  |                                                  |
| Streckenlänge: | 23½ km               |                                                  |                                                  |
| Spurweite: | 1435 mm (Normalspur) |                                                  |                                                  |
| |                      |                                                  |                                                  |
| \| \| \| \| \| \| \| \| von Bellows Falls \| \| \| \| 0 \| Leicester VT (früher Leicester Junction) \| Leicester VT (früher Leicester Junction) \| \| \| \| nach Burlington \| \| \| \| 5 \| Whiting VT \| Whiting VT \| \| \| 9½ \| Shoreham VT (früher East Shoreham) \| Shoreham VT (früher East Shoreham) \| \| \| \| Lemon Fair River \| \| \| \| 13 \| Orwell VT \| Orwell VT \| \| \| 17½ \| Houghs Crossing VT \| Houghs Crossing VT \| \| \| 21½ \| Larrabee's Point VT \| Larrabee's Point VT \| \| \| \| Lake Champlain, Grenze VT/NY \| \| \| \| \| von Troy \| \| \| \| 23½ \| Ticonderoga NY (Amtrak, früher Fort Ticonderoga) \| Ticonderoga NY (Amtrak, früher Fort Ticonderoga) \| \| \| \| nach Rouses Point \| \| |                      |                                                  |                                                  |
| |                      |                                                  |                                                  |
| Strecke |                      | von Bellows Falls                                | von Bellows Falls                                |
| Dienststation / Betriebs- oder Güterbahnhof | 0                    | Leicester VT (früher Leicester Junction)         | Leicester VT (früher Leicester Junction)         |
| Abzweig ehemals geradeaus, nach rechts und ehemals von rechts |                      | nach Burlington                                  | nach Burlington                                  |
| Bahnhof (Strecke außer Betrieb) | 5                    | Whiting VT                                       | Whiting VT                                       |
| Haltepunkt / Haltestelle (Strecke außer Betrieb) | 9½                   | Shoreham VT (früher East Shoreham)               | Shoreham VT (früher East Shoreham)               |
| Brücke über Wasserlauf (Strecke außer Betrieb) |                      | Lemon Fair River                                 | Lemon Fair River                                 |
| Bahnhof (Strecke außer Betrieb) | 13                   | Orwell VT                                        | Orwell VT                                        |
| Haltepunkt / Haltestelle (Strecke außer Betrieb) | 17½                  | Houghs Crossing VT                               | Houghs Crossing VT                               |
| Bahnhof (Strecke außer Betrieb) | 21½                  | Larrabee's Point VT                              | Larrabee's Point VT                              |
| Grenze auf Brücke über Wasserlauf (Strecke außer Betrieb) |                      | Lake Champlain, Grenze VT/NY                     | Lake Champlain, Grenze VT/NY                     |
| Abzweig ehemals geradeaus, ehemals nach links und von links |                      | von Troy                                         | von Troy                                         |
| Bahnhof | 23½                  | Ticonderoga NY (Amtrak, früher Fort Ticonderoga) | Ticonderoga NY (Amtrak, früher Fort Ticonderoga) |
| Strecke |                      | nach Rouses Point                                | nach Rouses Point                                |

Die Bahnstrecke Leicester–Ticonderoga war eine Eisenbahnstrecke in Vermont und New York (Vereinigte Staaten). Sie war etwa 23 Kilometer lang und verband unter anderem die Städte Leicester, Whiting, Shoreham und Ticonderoga. Die Strecke ist vollständig stillgelegt und die Gleise wurden abgebaut.

## Geschichte
Die Addison Railroad Company wurde 1867 gegründet, um eine Eisenbahn von der Hauptstrecke der Rutland Railroad nach Fort Ticonderoga über den Lake Champlain zu bauen. Die Bauarbeiten begannen am 5. November 1870. Die Rutland pachtete diese Bahngesellschaft noch vor der Eröffnung und führte auch den Betrieb, der am 1. Dezember 1871 eröffnet wurde. Anfangs fuhren die Züge über Fort Ticonderoga hinaus bis Port Henry, jedoch nur bis 1874. Güterwagen wurden zur Delaware and Hudson Railroad in Ticonderoga übergeben.
Zwischen Larrabee's Point und Fort Ticonderoga überquerte die Bahn den Lake Champlain auf der Great Eastern Drawbridge, die aus einer Jochbrücke, Drehbrücke und Pontonbrücke zusammengesetzt war. Die komplizierte hölzerne Konstruktion musste 1917 für unsicher erklärt werden. Loks und Personenwagen durften die Dreh-Pontonbrücke nicht mehr überqueren, sie schoben nun die Güterwagen darüber, die auf der anderen Seite von einer Lok abgeholt wurden. Drei Güterwagen stürzten am 20. März 1918 ins Eis des Sees, als ein Teil der Jochbrücke einstürzte. Die Brücke wurde repariert, da aus Gründen des laufenden Ersten Weltkrieges Bundesmittel zur Verfügung standen. Am 28. Juli 1920 stürzte jedoch ein Teil der Jochbrücke unter einer Lok ein, was die Brücke so stark beschädigte, dass sie nicht wieder repariert werden konnte. Zudem war der Krieg vorbei und die Bundesregierung hatte kein Interesse mehr an der Eisenbahninfrastruktur. Da nach Eröffnung einer Rutland-Strecke nach Rouses Point 1901 der Durchgangsverkehr auf der Strecke nahezu zum Erliegen gekommen war, und nur regionaler Verkehr in Richtung Leicester erfolgte, erschien eine Reparatur der baufälligen Brücke ohnehin zu teuer. Der Abschnitt von Larrabee's Point nach Fort Ticonderoga wurde im Mai 1923 offiziell stillgelegt. 
Anfang 1951 wurde der reguläre Reiseverkehr eingestellt, nur bei Bedarf fuhren noch gemischte Züge. Am 21. Mai 1951 endete der Gesamtverkehr zwischen Orwell und Larrabee's Point und dieser Abschnitt wurde stillgelegt. 1953 legte die Rutland auch den Abschnitt von Whiting nach Orwell still. Ein Streik führte am 25. September 1961 auch zur Einstellung des Güterverkehrs auf dem restlichen Abschnitt. Vier Tage zuvor war ein spektakulärer Transport eines 12 Meter breiten Getreidelagers von Whiting nach Leicester Junction abgeschlossen worden, der 20 Tage gedauert hatte und für den mehrere Einschnitte der Bahnstrecke durch gezielte Sprengungen erweitert werden mussten. Das Getreidelager gehörte dem einzigen verbliebenen Güterkunden der Bahnstrecke, und wurde auf Kosten der Bahngesellschaft nach Leicester Junction versetzt, um die marode Strecke stilllegen zu können, ohne den Kunden zu verlieren. Am 18. September 1962 wurde die Strecke auch von Leicester Junction bis Whiting offiziell stillgelegt und in der Folge die Gleise abgebaut.

## Streckenbeschreibung
Die Strecke beginnt im Bahnhof Leicester und zweigt in einem Gleisdreieck von der Rutland-Hauptstrecke ab. Sie führt westwärts, nicht in einem Flusstal, sondern kurvenreich über einen Höhenzug durch Whiting, Shoreham und Orwell. Mehrere kleinere Bäche mussten überquert werden, die auffälligste Flussquerung entlang der Strecke war die über den Lemon Fair River in East Shoreham. Die gedeckte Brücke wurde 1984 durch die Shoreham Historical Society restauriert und ist in gutem Zustand erhalten. Das markanteste Bauwerk der Strecke war jedoch die bereits beschriebene hölzerne Brücke über den Lake Champlain. Von dieser Brücke sind keine Bauteile mehr erhalten, jedoch sind die auf beiden Seiten anschließenden Bahndämme noch vorhanden.

## Unfälle
Im Dezember 1879 entgleiste eine Lokomotive und stürzte eine Böschung hinunter. Alle drei Personen, die auf der Lok waren, starben hierbei. Zu dieser Zeit waren Entgleisungen an der Tagesordnung, bedingt durch die mangelhafte Streckenwartung der Central Vermont Railroad, die die Rutland für einige Jahre gepachtet hatte und zeitweise den Betrieb führte. Die Streckengeschwindigkeit war auf 15 Meilen pro Stunde beschränkt worden. Erst Anfang der 1890er Jahre wurde die Strecke saniert und die Geschwindigkeit konnte wieder auf 20 Meilen angehoben werden.